# Amiga 4000
Amiga 4000 är en dator inom Amiga-serien tillverkad av det amerikanska företaget Commodore. Denna modell är den första med AGA-chipset och version 3.0 av operativsystemet AmigaOS.
A4000 introducerades på den svenska marknaden i slutet av 1992 och såldes som en proffsmaskin eller arbetsstation för videoredigering. Priset var därför högt, runt 25 000 kronor. Chassit är av desktopmodell med separat tangentbord. Standardmodellen har en Motorola 68040 som huvudprocessor och 2 Mbyte RAM-minne samt en intern IDE-hårddisk på 170 Mbyte. Den hade 4 st. 32-bitar Zorro III-kortplatser och en speciell videokortplats för genlock och dylikt.
Under loppet av 1993 lanserades också en billigare modell, som utrustades med en svagare 68EC030-processor. 1994 lanserades uppföljaren A4000T strax innan Commodore gick i konkurs.